# Heinrich Friedrich Weber
|  | No s'ha de confondre amb el també matemàtic contemporani Heinrich Martin Weber. |

Heinrich Friedrich Weber (1843-1912) va ser un físic alemany conegut per haver estat professor d'Albert Einstein.

## Vida i Obra
Després de completar els seus estudis secundaris a Weimar, Weber va ingressar a la universitat de Jena per estudiar física i matemàtiques. El professor que més el va influir va ser Ernst Abbe qui li va dirigir la tesi doctoral presentada el 1865. A partir d'aquesta data va fer de professor privat a la casa del polític alemany August Dennig a Pforzheim, mentre continuava les seves recerques sota la direcció de Kirchhoff. L'any 1870 va estar a la universitat de Karlsruhe fent recerca amb Gustav Wiedemann i l'any següent va estar a la universitat de Berlín amb Helmholtz. El 1874 va ser nomenat professor de la Reial Acadèmia de Württemberg a Hohenheim (Stuttgart). Finalment, el 1875, va ser nomenat professor del Politècnic de Zuric on va desenvolupar la resta de la seva carrera acadèmica.
La seva docència va ser sempre en física tècnica. L'obra més important de Weber, va ser la creació, el 1890, del Institut de Física del Politècnic, amb els seus laboratoris. Laboratoris pels que va passar Albert Einstein entre 1897 i 1900. I dels que, per cert, no en va sortir gaire content: malgrat que Weber li va dirigir la tesina de graduació, Einstein al va rebutjar com tutor de la seva tesi doctoral i, anys després, el va culpabilitzar per no haver obtingut una plaça docent al Politècnic, com sí l'havien obtingut altres col·legues seus de promoció.
Weber també va estar interessat en la meteorologia, essent membre de la Comissió Federal de Meteorolgia des del 1881 i esdevenint-ne vicepresident el 1902 i president el 1910.